# Psalterium alias Laudatorium
 (mars 2016).
Le contenu est difficilement compréhensible vu les erreurs de traduction, qui sont peut-être dues à l'utilisation d'un logiciel de traduction automatique.
Le Psalterium alias Laudatorium (en français : « Psautier ou Doxologie ») est une œuvre littéraire écrite par Francesc Eiximenis en latin entre 1404 et 1408 à Valence et dédiée finalement au pape d'Avignon Benoît XIII. 

## Structure et contenu
Le livre se compose de trois-cent quarante-quatre prières partagées en trois cycles de prières : De laude creatoris (sur la louange du créateur), De vita et excellentia redemptoris (Sur la vie et l'excellence du Rédempteur) et De vita et ordinatione hominis viatoris (Sur la vie et l'ordination de l'homme au monde).
Comme Albert Hauf a noté, cette œuvre et la Vida de Jesucrist forment une unité de création littéraire, avec des styles différents. De cette façon, comme Hauf a remarqué, le Psalterium prend un style différent de la Vida de Jesucrist pour un même contenu essentiel.

## Origine
Entre 1404 et 1408, Francesc Eiximenis fit une belle collection de prières en latin connue comme Psalterium alias Laudatorium (Psautier ou Doxologie). Les premières de ces prières étaient dédiées à Berenguer de Ribalta, pour l'occasion de sa nomination comme évêque de Tarazona en 1404. La collection finale définitive était dédiée à Pero de Luna, le pape aragonais d’Avignon Benoît XIII.
Benoît XIII avait peut-être un intérêt pour l’œuvre déjà en 1405, comme le témoigne un document daté à Barcelone du 11 août 1405, il est très possible que la collection finale fut offerte par Eiximenis au pape Benoît XIII quand il alla au concile de Perpignan en novembre 1408. On a proposé que la bonne impression que le livre fit au pape fut aussi un facteur qui influa pour concéder à Eiximenis ses dernières dignités finales : patriarche de Jérusalem et administrateur apostolique (évêque provisionnel) du diocèse d’Elne (ancienne dénomination du diocèse de Perpignan).

## Traductions
Une traduction partielle de cent prières en catalan due à Guillem Fontana en 1416 fut imprimée à Gérone le 20 mars 1495 par Diego de Gumiel.

## Éditions numériques

### Manuscrits
- Édition dans Somni (Collection numérisée du fonds ancien de l'Université de Valence) du manuscrit 726 de la Bibliothèque Historique de l'Université de Valence. Fait en 1442-3 par Pere Bonora et Lleonard Crespí (miniaturistes) et Domènec Sala (relieur). Procèdent de la bibliothèque d'Alphonse le Magnanime et du duc des Pouilles.

### Incunables
- Édition dans la Mémoire digitale de la Catalogne de l'édition incunable du Psaltiri devotíssim (traduction partielle en catalan) de Guillem Fontana, imprimée par Diego de Gumiel (Gérone, 20 mars 1495).

### Éditions modernes
- Édition du Psalterium alias Laudatorium dans les œuvres complètes en ligne de Francesc Eiximenis (Psalterium alias Laudatorium Papae Benedicto XIII dedicatum. Toronto. Pontifical Institute of Mediaeval Studies. 1988. 307. Édition et introduction par Curt Wittlin).

### LePsalterium alias Laudatoriumdans les œuvres complètes en ligne
- Œuvres complètes de Francesc Eiximenis (en catalan et en latin).